# نانسي ألونسو
نانسي ألونسو هي أحيائية وبروفيسورة وكاتِبة كوبية، ولدت في 1949 في هافانا في كوبا، وتوفيت في 3 أبريل 2018.